# Némai József
Némai József, 1895-ig Neumann Mihály József (Vác, 1862. április 17. – Budapest, Erzsébetváros, 1945. január 9.) orvos, fül-orr-gégész, egyetemi tanár.

## Élete
Neumann Henrik és Pollatsek Magdolna gyermekeként született. Tanulmányait a Budapesti Tudományegyetemen és a Bécsi Egyetemen végezte. Előbbin 1887-ben avatták orvosdoktorrá. Ezt követően a Szent Rókus Kórház gégészeti osztályán működött Navratil Imre mellett 1891 végéig. 1894-ben gégészetből magántanári képesítést nyert. Az első világháború idején az Auguszta barakkórház törzsorvosa volt. Később az Országos Társadalombiztosító Intézet (OTI) rendelőintézeti főorvosa és az Operaház magánorvosa lett. 1941-től zsidó származása miatt nem taníthatott. A pesti gettó szükségkórházában vesztette életét.
Nagy jelentőségűek a hangképzés, a beszéd anatómiai és élettani alapjaira vonatkozó kutatásai. Cikkei magyar és német nyelvű szakfolyóiratokban jelentek meg.

## Magánélete
Felesége Braun Ida (1860–1931) volt, Arnold W. Braun lánya.
Lánya Némai Erzsébet (Neumann Elza, 1886–1944) gyógyszerész. Férje Fernando Broglia olasz hajógépész volt (1919-ben elváltak).

## Művei
- A Budapesti Orvosi Kör és országos segélyegyletének története (Budapest, 1896)
- Az orrbetegek panaszairól (Budapest, 1908)
- Vergleichende anatomische Studien am Kehlkopfe (Berlin, 1912)
- Milyen anatómiai viszonyokon alapszik az emberi hangképzés felsőbbsége? (Budapest, 1913)
- Írások az énekhangról (Budapest, 1937)